# チャールズ・ハットフィールド
チャールズ・ハットフィールド（Charles M. Hatfield、1876年 - 1958年1月12日）はアメリカ合衆国の気象学者。『レインメイカー』の異名を取り、現在から100年以上前に人工降雨を成功させた人物として知られる。

## 人物
10歳の時にカンザス州のフォートスコットよりカリフォルニア州に引っ越す。実家はミシンの販売業を営んでいたが、後に農家に転身。しかし、天候に左右されることで農家を廃業することになる。このことが後のチャールズの運命を決定付けることになる。
数年後、父と同じくミシンの販売業を営んでいたチャールズだが、ある日かつての父と同じように干ばつに苦しむ農民の姿を見て子供の頃に読んだ『大砲を撃った後には雨が降る』という土ぼこりが雨に関係すると言う記述を元に『人工的に雨を降らせる技術』の開発に着手することとなる。
そして、実に4年もの歳月をかけ独自の降雨方法を確立し、「レインメーカー（The Rainmaker）」という商売を始める。これは「降雨に成功すれば報酬を受け取るが、失敗すれば一切の報酬を受け取らない」と言う極めてギャンブル性の強いものであったが、彼は見事に雨を降らせることに成功する。
その後、彼の噂はアメリカ中に広がり、雨を降らせることを「ハットフィーリング（Hatfieling）」と呼ぶ造語まで誕生した。
しかし、1916年に彼の運命を変えてしまう出来事が発生する。
その年のサンディエゴはダムが空になるほどの大干ばつに襲われ、何とか雨を降らせて欲しいと彼に人工降雨の依頼が舞い込む。
当然のように成功させたチャールズだったが、今度は雨をやますことができずそのままサンディエゴは一ヶ月以上も降り続いた雨により、3つのダムが決壊する大洪水を引き起こしてしまう。
雨を降らせる方法を身に付けた彼も、やませる方法までは見つけていなかったためである。
その後、『サンディエゴを大洪水にした張本人』として彼は裁判にかけられることになるが、当時の陪審員および裁判長は彼の技術を『科学的に雨を降らせたのではなく偶発的におきた自然災害』として判断し、無罪の判決を下す。
自身の技術を法的に否定されたことでチャールズは人工降雨の技術を封印。以後その技術が伝承されること無く、1958年に83歳で死去。彼は人工降雨技術の秘密を墓の中に永遠に封印した。
彼が人工降雨を行った年月は実に26年にもおよび、明確な失敗はわずかに2回だけであった。
後年に至るまで、彼の技術が認められるのはずっと後のことであるが、現代では英語教材の長文問題のひとつとしても取り上げられる人物である。サンディエゴ市には彼をたたえる石碑も立てられている。
1954年に初演されたN・リチャード・ナッシュの戯曲「レインメーカー The Rainmaker」および同作品を映画化した1956年の「雨を降らす男」は彼をモデルとしている。

## 彼の人工降雨技術とは何だったのか？
チャールズが行ったとされる人工降雨技術は現代においても謎に包まれており、実際科学的に効果のあったものであったかどうかは議論が続いている。現在ではわずかな写真と文献が残るのみで彼自身が他の者にその技術を伝えなかったために、当時の資料が一切残されていないためである。
その方法とは、地上約6メートル程のやぐらを組みたて、その上から薬品を調合してできる煙を空中散布して雨雲を発生させ、雨を降らせると言うものであった。
最も有力な説のひとつとして、20世紀後半から試みられてきた技術である「雨粒の形に近いヨウ化銀を気化させた煙を大気中に散布したのではないか」という説がある。これは、人工降雨の技術の一つとして実際に稼動させているものであり、成功率には難があるものの、既に実用化されているレベルでとなっているが、いずれも航空機等を使用して高所で行っているものであり、ハットフィールドのように地上から実施して確実に成功できるか否かは不明である。

## 参考資料
- 2002年放送「ザ!世界仰天ニュース」
- 2008年7月24日放送「奇跡体験!アンビリバボー」